# Inge Herold
Inge Herold (* 20. Februar 1941 in Frankenberg/Sa.) ist eine deutsche Politikerin der SPD.

## Leben und Beruf
Herold besuchte die Grundschule in Prerow und die Oberschule in Barth. Nach einem Praktikum in der LPG Behrenwalde studierte sie an der Fachschule für Veterinärmedizin in Rostock, deren Besuch sie mit dem Abschluss als Veterinärtechnikerin beendete. Bis 1965 war in mehreren Tierarztpraxen praktisch tätig. Nachdem sie zwischenzeitlich als Hausfrau tätig gewesen war, übernahm sie eine Tätigkeit als Berufsschullehrerin an der Beruflichen Schule in Malchin. Daneben absolvierte sie ein Fernstudium am Pädagogischen Institut Güstrow, welches sie 1970 mit der Lehrerprüfung abschloss.

## Politik
1989 trat Herold in die SPD ein, bis Anfang 1995 übernahm sie dort das Amt der Kreisvorsitzenden. Sie gehörte lange Jahre dem Gemeinderat von Gielow an, daneben war sie Kreistagsabgeordnete, zunächst im Landkreis Malchin, nach der Kreisreform im Landkreis Demmin. Dort war sie, bis zur erneuten Kreisreform 2011, Fraktionsvorsitzende der SPD. Von 2003 bis 2009 war sie, mit Unterbrechungen, Amtsvorsteherin, zunächst im Amt Am Kummerower See, später im Amt Malchin am Kummerower See.
Bei der Landtagswahl 1994 wurde sie über die Landesliste in den Landtag von Mecklenburg-Vorpommern gewählt, dem sie eine Wahlperiode lang bis 1998 angehörte.